# Quello che ancora non c'è
Quello che ancora non c'è è un singolo della cantante Italiana Francesca Michielin, pubblicato il 24 febbraio 2023 come quarto estratto dal quinto album in studio Cani sciolti.

## Descrizione
Il brano, scritto e composto dalla stessa cantante, con la produzione di Massimo Colafiovanni, E.D.D., Zeff e Davide Sollazzi, è stato il primo scritto delle dodici tracce che compongono l'album Cani Sciolti. Il processo di scrittura è iniziato nel 2016, in contemporanea ai brani Bolivia e Scusa se non ho gli occhi azzurri del terzo album in studio 2640 (2018). Il significato del brano e il riferimento letterario a Italo Calvino, è stato raccontato da Michielin in un'intervista per Vanity Fair Italia:

## Accoglienza
Fabio Fiume di All Music Italia assegna al brano un punteggio di 8 su 10, definendo il brano «spoglio» ma allo stesso tempo «sufficientemente pieno così, completo», riportando che «le parole arrivano una ad una ed il raccontarsi» poiché attraverso la cantante si racconta «senza sconti e senza remore, diventa discorso fluido, senza freno alcuno ed arriva preciso».

## Video musicale
Il video, girato sotto la regia di Beppe Gallo e Francesca Michielin, è stato reso disponibile in concomitanza con il lancio del singolo attraverso il canale YouTube della cantante.

## Tracce
Testi e musiche di Francesca Michielin.
1. Quello che ancora non c'è – 3:12